# Binnie Barnes
Binnie Barnes, all'anagrafe Gittel Enoyce Barnes (Islington, 25 maggio 1903 – Beverly Hills, 27 luglio 1998), è stata un'attrice britannica naturalizzata statunitense.

## Biografia
Figlia di un poliziotto di origine ebraica e di una donna italiana, Binnie Barnes nacque nel sobborgo londinese di Islington e in gioventù esercitò svariati mestieri, come la lattaia e l'infermiera in una casa di riposo, prima di intraprendere la carriera artistica. Dapprima danzatrice in una sala da ballo, lavorò in seguito nel cabaret e nella rivista, iniziando a recitare nel 1923 in un cortometraggio curato dall'inventore Lee De Forest e girato con la tecnica del Phonofilm (primo esempio di suono registrato direttamente su pellicola). L'attrice approdò al cinema nel 1929, ottenendo il primo ruolo importante nel lungometraggio Night in Montmartre (1931).
Nel 1932 soggiornò brevemente negli Stati Uniti, dove lavorò per un certo periodo alla Twentieth Century Fox, ma l'anno successivo fece ritorno in Inghilterra e ottenne quello che rimane probabilmente il ruolo migliore della sua carriera, quello di Caterina Howard, quinta moglie del re Enrico VIII (interpretato da Charles Laughton) nel film Le sei mogli di Enrico VIII (1933), diretto da Alexander Korda.
Dopo il ruolo di Rosita in Le ultime avventure di Don Giovanni (1934), l'attrice ripartì alla volta degli Stati Uniti e durante gli anni trenta interpretò numerosi film a Hollywood, impersonando in modo brillante e talvolta comico personaggi femminili "cattivi". Tra i numerosi film da lei interpretati, sono da ricordare La provinciale (1936), con Robert Taylor e Janet Gaynor, Uno scozzese alla corte del Gran Khan (1938), accanto a Gary Cooper, e Incantesimo (1938), al fianco di Cary Grant e Katharine Hepburn.
Nel 1940 la Barnes diventò cittadina americana e continuò a lavorare fino alla fine del decennio in parti di coprotagonista, prevalentemente in pellicole di genere avventuroso, come I dominatori (1942), con John Wayne, L'avventuriero della città d'oro (1944), con Wallace Beery, Nel mar dei Caraibi (1945), in cui impersonò Anne Bonney, una donna corsaro, ma si avvicinò anche ad altri generi come nel musical Musica sulle nuvole (1942), a fianco di Jeanette MacDonald e Nelson Eddy, nel melodramma Peccatori senza peccato (1947) con Walter Pidgeon, Deborah Kerr e Angela Lansbury, e nel western Daniele tra i pellirosse (1948).
All'inizio degli anni cinquanta la sua carriera iniziò la parabola discendente, malgrado due incursioni nel cinema italiano con I pirati di Capri (1949) e La strada buia (1950), e un ruolo nel film in costume Notti del Decamerone (1953) di Hugo Fregonese. Nel 1956 curò la produzione del melodramma Il porto del vizio (1956), diretto da John Guillermin e interpretato da Linda Christian e Carlos Thompson, che rimase la sua unica esperienza in veste di produttrice. Apparve sporadicamente sul piccolo schermo e tornò al cinema alla metà degli anni sessanta con la commedia Guai con gli angeli (1966), diretta da Ida Lupino, e nel suo sequel Where Angels Go Trouble Follows! (1968), in entrambi i quali interpretò il ruolo della religiosa Sister Celestine. La sua ultima apparizione cinematografica risale al 1974 nel film La signora a 40 carati (1974), accanto a Gene Kelly.

## Vita privata
Dopo un primo matrimonio con Samuel Joseph (1931-1937), la Barnes sposò nel 1940 Mike Frankovich, allora produttore esecutivo della Columbia, con il quale adottò tre figli, dei quali Mike Jr. e Peter divennero a loro volta produttori. Il matrimonio durò fino alla morte di Frankovich, avvenuta nel 1992, mentre l'attrice morì il 27 luglio 1998, all'età di 95 anni, per cause naturali. È sepolta al Forest Lawn Memorial Park di Glendale (Los Angeles).

## Premi e riconoscimenti
Per il suo contributo all'industria cinematografica, le venne assegnata una stella sulla Hollywood Walk of Fame al 1501 di Vine Street.

## Filmografia
- Phonofilm, regia di Lee De Forest (1923)
- Out of the Blue, regia di Gene Gerrard e J.O.C. Orton (1931)
- Night in Montmartre, regia di Leslie S. Hiscott (1931)
- Love Lies, regia di Lupino Lane (1931)
- Dr. Josser, K.C., regia di Milton Rosmer (1932)
- The Last Coupon, regia di Frank Launder (1932)
- Old Spanish Customers, regia di Lupino Lane (1932)
- Partners Please, regia di Lloyd Richards (1932)
- Murder at Covent Garden, regia di Michael Barringer e Leslie S. Hiscott (1932)
- The Innocents of Chicago, regia di Lupino Lane (1932)
- Down Our Street, regia di Harry Lachman (1932)
- Strip, Strip, Hooray, regia di Norman Lee (1932)
- Their Night Out, regia di Harry Hughes (1933)
- Taxi to Paradise, regia di Adrian Brunel (1933)
- Counsel's Opinion, regia di Allan Dwan (1933)
- Heads We Go, regia di Monty Banks (1933)
- Le sei mogli di Enrico VIII (The Private Life of Henry VIII), regia di Alexander Korda (1933)
- The Silver Spoon, regia di George King (1934)
- Nine Forty-Five, regia di George King (1934)
- No Escape, regia di Ralph Ince (1934)
- The Lady is Willing, regia di Gilbert Miller (1934)
- Le ultime avventure di Don Giovanni (The Private Life of Don Juan), regia di Alexander Korda (1934)
- One Exciting Adventure, regia di Ernst L. Frank (1934)
- Gift of Gab, regia di Karl Freund (1934)
- Fobidden Territory, regia di Phil Rosen (1934)
- There's Always Tomorrow, regia di Edward Sloman (1934)
- L'uomo dai diamanti (Diamond Jim), regia di A. Edward Sutherland (1935)
- Codice segreto (Rendezvous), regia di William K. Howard (1935)
- L'ebbrezza dell'oro (Sutter's Gold), regia di James Cruze (1935)
- La provinciale (Small Town Girl), regia di William A. Wellman (1936)
- Il re dei pellirosse (The Last of the Mohicans), regia di George B. Seitz (1936)
- Il magnifico bruto (Magnificent Brute), regia di John G. Blystone (1936)
- Tre ragazze in gamba (Three Smart Girls), regia di Henry Koster (1936)
- Breezing Home, regia di Milton Carruth (1937)
- Follie di Broadway 1938 (Broadway Melody of 1938), regia di Roy Del Ruth (1937)
- L'avventura di Lady X (The Divorce of Lady X), regia di Tim Whelan (1938)
- The First Hundred Years, regia di Richard Thorpe (1938)
- Uno scozzese alla corte del Gran Khan (The Adventures of Marco Polo), regia di Archie Mayo (1938)
- Incantesimo (Holiday), regia di George Cukor (1938)
- Three Blind Mice, regia di William A. Seiter (1938)
- Amore senza domani (Always Goodbye), regia di Sidney Lanfield (1938)
- Tropic Holiday, regia di Theodore Reed (1938)
- Gateway, regia di Alfred L. Werker (1938)
- Thanks for Everything, regia di William A. Seiter (1938)

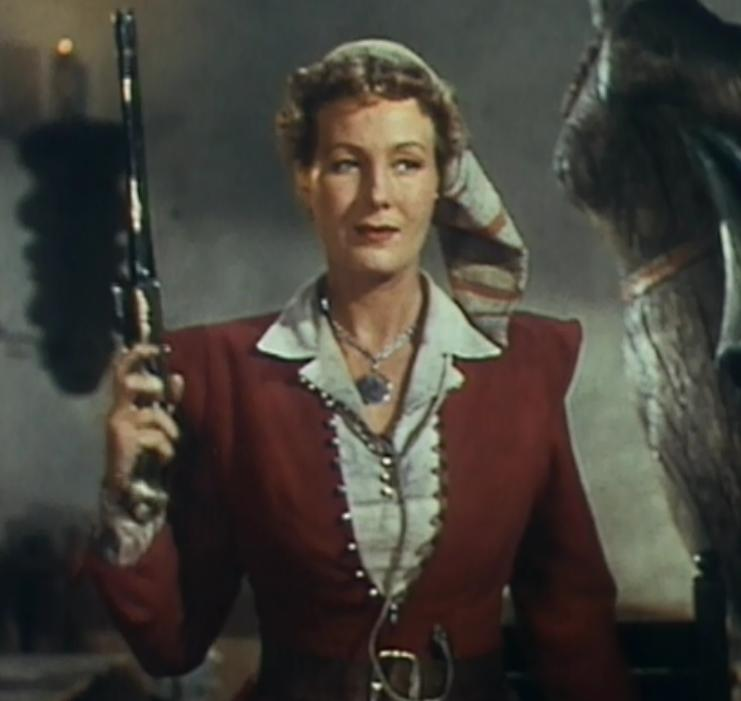
Nel film Nel mar dei Caraibi

- D'Artagnan e i tre moschettieri (The Three Musketeers), regia di Allan Dwan (1939)
- Siamo fatti così (Wife, Husband and Friend), regia di Gregory Ratoff (1939)
- Man About Town, regia di Mark Sandrich (1939)
- Gli indomabili (Frontier Marshal), regia di Allan Dwan (1939)
- Moglie di giorno (Day-Time Wife), regia di Gregory Ratoff (1939)
- Trovarsi ancora (Til We Meet Again), regia di Edmund Goulding (1940)
- Ciò che si chiama amore (This Thing Called Love), regia di Alexander Hall (1940)
- Angels with Broken Wings, regia di Bernard Vorhaus (1941)
- Tight Shoes, regia di Albert S. Rogell (1941)
- L'incompiuta (New Wine), regia di Reinhold Schünzel (1941)
- Three Girls About Town, regia di Leigh Jason (1941)
- Skylark, regia di Mark Sandrich (1941)
- Call Out the Marines, regia di William Hamilton e Frank Ryan (1942)
- I dominatori (In Old California), regia di William C. McGann (1942)
- Musica sulle nuvole (I Married an Angel), regia di W. S. Van Dyke (1942)
- Joko l'australiano (The Man from Down Under), regia di Robert Z. Leonard (1943)
- Nella camera di Mabel (Up in Mabel's Room), regia di Allan Dwan (1944)
- Un'ora prima dell'alba (The Hour Before the Dawn), regia di Frank Tuttle (1944)
- L'avventuriero della città d'oro (Barbary Coast Gent), regia di Roy Del Ruth (1944)
- Tutti pazzi (It's in the Bag!), regia di Richard Wallace (1945)
- Nel mar dei Caraibi (The Spanish Main), regia di Frank Borzage (1945)
- Nozze agitate (Getting Gertie's Garter), regia di Allan Dwan (1945)
- Se ci sei batti due colpi (The Time of Their Lives), regia di Charles Barton (1946)
- Peccatori senza peccato (If Winter Comes), regia di Victor Saville (1947)
- Daniele tra i pellirosse (The Dude Goes West), regia di Kurt Neumann (1948)
- My Own True Love, regia di Compton Bennett (1949)
- I pirati di Capri, regia di Edgar G. Ulmer (1949)
- La strada buia, regia di Sidney Salkow e Marino Girolami (1950)
- Shadow of the Eagle, regia di Sidney Salkow (1950)
- Notti del Decamerone (Decameron Nights), regia di Hugo Fregonese (1953)
- Malaga, regia di Richard Sale (1954)
- Il porto del vizio (Thunderstorm), regia di John Guillermin (1956) (solo produzione)
- Guai con gli angeli (The Trouble with Angels), regia di Ida Lupino (1966)
- Where Angels Go Trouble Follows!, regia di James Neilson (1968)
- La signora a 40 carati (40 Carats), regia di Milton Katselas (1974)

## Doppiatrici italiane
- Tina Lattanzi in Nel mar dei Caraibi, Un'ora prima dell'alba, La strada buia, Nella camera di Mabel
- Wanda Tettoni in Se ci sei batti due colpi, La signora a 40 carati
- Giovanna Scotto in I dominatori, Uno scozzese alla corte del Gran Khan
- Rosetta Calavetta in Le sei mogli di Enrico VIII (1º ridoppiaggio)
- Dhia Cristiani in Guai con gli angeli
- Rita Savagnone in Nel mar dei Caraibi (ridoppiaggio)